# Nangchen
Nangchen, också känt som Nangqên, är ett härad i den autonoma prefekturen Yushu i Qinghai-provinsen i västra Kina.